# Episodi di Rocky Joe
Rocky Joe è un manga da cui sono stati tratte due serie anime, la prima nel 1970 composta da 79 episodi, la seconda realizzata nel 1980 e composta da 47 episodi. I primi 12 episodi della seconda serie sono un riassunto dell'ultima parte della prima serie. Sono stati inoltre realizzati due OAV nel 1980 e nel 1981.

## Lista episodi

### Seconda serie
| Nº | Titolo italiano Giapponese 「Kanji」 - Rōmaji                                                                 | In onda          | In onda |
| Nº | Titolo italiano Giapponese 「Kanji」 - Rōmaji                                                                 | Giapponese       |         |
| 1  | Il ritorno di Rocky Joe 「そして、帰ってきた…」 - Soshite, kaette ki ta?                                      | 13 ottobre 1980  |         |
| 2  | Ritorno sul ring 「男一匹花一輪…リングに賭けた」 - Otoko ippiki hana ichi rin? Ringu ni kake ta               | 20 ottobre 1980  |         |
| 3  | Il complotto 「地獄からの使者…矢吹丈」 - Jigoku kara no shisha? Yabuki take                                   | 27 ottobre 1980  |         |
| 4  | Il punto debole 「その時、十点鐘は鳴った」 - Sono toki, jū ten kane wa natta                                  | 3 novembre 1980  |         |
| 5  | Momenti difficili 「幻の…あのテンプルを撃て!」 - Maboroshi no? Ano tenpuru wo ute!                            | 10 novembre 1980 |         |
| 6  | Una vecchia tattica 「吠えろ…かませ犬」 - Hoero? Kama se inu                                                  | 17 novembre 1980 |         |
| 7  | La palestra chiude 「さまよえる…野獣のように」 - Samayoeru? Yajū no yōni                                      | 24 novembre 1980 |         |
| 8  | Il colpo segreto di Carlos 「あいつが…燃える男カーロス」 - Aitsu ga? Moeru otoko Carlos                       | 1º dicembre 1980 |         |
| 9  | Il sogno continua 「そして…野獣は甦った」 - Soshite? Yajū wa yomigaetta                                       | 8 dicembre 1980  |         |
| 10 | Il regalo di Natale 「クリスマスイブ…その贈り物は」 - Kurisumasuibu? Sono okurimono wa                        | 15 dicembre 1980 |         |
| 11 | L'incontro di Capodanno (1ª parte) 「死闘の始まり…カーロスVSジョー」 - Shitō no hajimari? Carlos VS Joe       | 22 dicembre 1980 |         |
| 12 | L'incontro di Capodanno (2ª parte) 「吹雪の夜…その果しなき戦い」 - Fubuki no yoru? Sono hate shi naki tatakai | 29 dicembre 1980 |         |
| 13 | Un vero amico 「丹下ジムは…不滅です」 - Tange jimu wa? Fumetsu desu                                           | 5 gennaio 1981   |         |
| 14 | Alla ricerca di un avversario 「どこにある…ジョーの青春」 - Doko ni aru? Joe no seishun                       | 12 gennaio 1981  |         |
| 15 | Una brutta notizia 「誰のために…必殺ラッシュ」 - Dare no tame ni? Hissatsu rash                               | 19 gennaio 1981  |         |
| 16 | Il titolo è ancora lontano 「遠い照準か…世界への道」 - Tōi shōjun ka? Sekai e no michi                        | 26 gennaio 1981  |         |
| 17 | Un arrivo improvviso 「姿を見せた…大いなる標的」 - Sugata o mise ta? Ōinaru hyōteki                           | 2 febbraio 1981  |         |
| 18 | Occhi di ghiaccio 「あのナックルが…烙印のメッセージ」 - Ano nakkuru ga? Rakuin no message                     | 9 febbraio 1981  |         |
| 19 | Tobi, uomo o robot? 「戦うコンピューター…金竜飛」 - Tatakau cumputer? Kinryū hi                               | 16 febbraio 1981 |         |
| 20 | Problemi di peso 「俺のバンタム…減量への挑戦」 - Ore no bantam? genryō e no chōsen                            | 23 febbraio 1981 |         |
| 21 | Il trucco di Zio Frank 「力石の…唄が聞こえる」 - Rikiishi no? Uta ga kikoeru                                  | 2 marzo 1981     |         |
| 22 | Ad ogni costo 「そして…計量の朝」 - Soshite? Keiryō no asa                                                    | 9 marzo 1981     |         |
| 23 | La belva di ghiaccio 「燃える野獣と…氷」 - Moeru yajū to? Kōri                                                | 16 marzo 1981    |         |
| 24 | Un incontro entusiasmante 「ゴングが鳴った…悪魔のリング」 - Gong ga natta? Akuma no ring                      | 23 marzo 1981    |         |
| 25 | Miracolo al 6º round 「第6ラウンド…奇跡が起った」 - Dai 6 round? Kiseki ga okotta                             | 30 marzo 1981    |         |
| 26 | Memorie di un vecchio campione 「チャンピオン…そして、敗者の栄光」 - Champion? Soshite, haisha no eikō        | 6 aprile 1981    |         |
| 27 | Cuore di pugile 「ボクシング…その鎮魂歌」 - Boxing? Sono chinkonka                                            | 13 aprile 1981   |         |
| 28 | Rocky Joe alle Hawaii 「ホセがいる…ハワイへ」 - José ga iru? Hawaii e                                         | 20 aprile 1981   |         |
| 29 | Difesa del titolo 「初防衛なるか…矢吹丈」 - Hatsu bōei naru ka? Yabuki take                                   | 27 aprile 1981   |         |
| 30 | La sfida a cavallo 「偉大なるチャンピオン…ホセ」 - Idai naru champion? José                                   | 4 maggio 1981    |         |
| 31 | Il segno del campione 「Vサイン…その意味するものは」 - V sain? sono imi suru mono wa                          | 11 maggio 1981   |         |
| 32 | Ritorno a casa 「さらば…古き愛しきものたち」 - Saraba? Furuki itoshiki mono tachi                             | 18 maggio 1981   |         |
| 33 | Un'altra sfida 「アメリカから来た13人目のキング!?」 - America kara ki ta 13 nin me no king!?                  | 25 maggio 1981   |         |
| 34 | L'incidente 「カードと共に散った…あいつ」 - Card totomoni chitta? Aitsu                                       | 1º giugno 1981   |         |
| 35 | Il campione solitario 「チャンピオンは…ひとり」 - Championwa? Hitori                                          | 8 giugno 1981    |         |
| 36 | La strategia di Alex 「葉子…新たなる企て」 - Yōko? arata naru kuwadate                                        | 15 giugno 1981   |         |
| 37 | La tigre 「野性児その名は…ハリマオ」 - Yasei ji sono na wa? Harimao                                           | 22 giugno 1981   |         |
| 38 | Un allenamento rischioso 「意外な訪問者…ゴロマキ権藤」 - Igai na hōmon sha? Goro maki gondō                   | 29 giugno 1981   |         |
| 39 | Il pugile suonato 「ジャングルに…野獣が二匹」 - Jungle ni? Yajū ga ni hiki                                    | 6 luglio 1981    |         |
| 40 | Il traguardo è vicino 「燃えろジョー…標的が近い」 - Moero Joe? Hyōteki ga chikai                              | 13 luglio 1981   |         |
| 41 | L'arrivo a Mendoza 「ホセ来日…闘いの日はせまった!」 - José rainichi? Tatakai no hi wa sematta!                | 20 luglio 1981   |         |
| 42 | I timori di Alex 「衝撃…葉子の予感」 - Shōgeki? Yōko no yokan                                                 | 27 luglio 1981   |         |
| 43 | Allenamento in montagna 「ジョー・段平…二人の日々」 - Joe-danbira? Ni-nin no hibi                             | 3 agosto 1981    |         |
| 44 | Ti amo Rocky Joe 「葉子…その愛」 - Yōko? Sono ai                                                              | 10 agosto 1981   |         |
| 45 | La battaglia comincia 「ホセ対ジョー…闘いのゴングが鳴った」 - José tai Joe? Tatakai no gong ga natta          | 17 agosto 1981   |         |
| 46 | Rocky Joe non si arrende 「凄絶…果てしなき死闘」 - Seizetsu? Hateshinaki shitō                                | 24 agosto 1981   |         |
| 47 | Il gran finale 「青春はいま…燃えつきた」 - Seishun wa ima? Moetsuki ta                                        | 31 agosto 1981   |         |

## Film
| Nº | Giapponese 「Kanji」 - Rōmaji                                     | In onda          | In onda |
| Nº | Giapponese 「Kanji」 - Rōmaji                                     | Giapponese       |         |
| 1  | 「あしたのジョー」 - Ashita no Joe                                | 8 marzo 1980     |         |
| 2  | Rocky Joe - L'ultimo round 「あしたのジョー２」 - Ashita no Joe 2 | 4 luglio 1981    |         |
| 3  | 「あしたのジョー」 - Ashita no Joe                                | 11 febbraio 2011 |         |